# Rahsaan Roland Kirk
Rahsaan Roland Kirk (født 7. august 1935, død 5. december 1977) var en blind amerikansk jazzmusiker som spillede tenorsaxofon og fløjte samt mange andre instrumenter. Kirk var en sand ener i den moderne jazz. Den blinde blæser-blæksprutte skabte sin helt egen særlige musik, der besad en ukuelig, ja til tider nærmest vulkanagtig, energi. Desuden havde den ofte humor, kunne være rå og upoleret og trak ikke mindst på stort set hele jazzhistorien, eller som Kirk yndede at kalde den: black classical music.
I hans musik indgik elementer og impulser fra primitiv blues, ragtime, New Orleans Jazz, bebop, funk, avantgarde og folklore. Denne sprudlende og indimellem kradse cocktail blæste Kirk ud i rummet med sit store arsenal af blæserinstrumenter.
Udover sit hovedinstrument tenorsaxen og tværfløjten omfattede det en række uortodokse af slagsen, hvoraf nogen var hjemmelavet. To havde Kirk såmænd fundet i en skrammelbunke i kælderen i en musikforretning. Det var de næsten ukendte saxofontyper manzelloen og stritchen. De minder henholdsvis om en sopransax og en altsax. Dem formåede Kirk så oven i købet at spille på én gang sammen med sin tenorsax. Det havde den effekt, at det lød som om, en hel blæsersektion var på banen.
Ideen med at spille på flere instrumenter samtidigt var opstået i en drøm, Roland Kirk havde, da han var 16 år. Han hævdede at være i kontakt med både ånder og dæmoner, og måske var det dem, der var på spil ved den lejlighed. Det var ligeledes i en drøm, at navnet Rahsaan, som han senere kaldte sig, opstod!
Ikke særligt overraskende var det netop Kirks spil på tre saxofoner på én og samme tid, der bragte ham på manges læber, da han først kom frem i slutningen af 1950'erne. Jazzpuritanerne var ikke sene til at anklage Kirk for blot at være en showmand og affærdigede blandt andet fremgangsmåden med de tre saxofoner som ren effektjageri.
Men det var der heldigvis mange andre der ikke gjorde. Én af dem var Charles Mingus, hvis jazzworkshop Kirk var en del af i en periode i begyndelsen af 1960'erne. Det var nogenlunde samtidigt med, at Kirk fik sit internationale gennembrud. Det blev markeret med albummet 'We Free Kings', der også vakte opsigt pga. Kirks meget personlige, iltre, bluesmættet og vokalprægede fløjtespil.
Hans evner som fløjtenist fik ikke alene betydning i jazzen, men helt ind i rækken af periodens rock- og bluesmusikere som for eksempel Ian Anderson fra gruppen Jethro Tull. Faktisk var Roland Kirk sammen med Eric Dolphy de to eneste, der i den moderne jazz i 1960'erne kunne anvende fløjten på en vedkommende, fængende og udtryksfuld måde.
Når man ser bort fra samarbejdet med Mingus og enkelte andre, så var Kirks egne grupper først og fremmest platformen for hans virke. Fra omkring 1970 gik de ofte under navnet Vibration Society. I 1975 fik han et slagtilfælde, der gjorde ham delvist lam i den ene arm. Men stik imod alle odds, kæmpede Kirk sig tilbage med en jernvilje og fortsatte nådesløst med at optræde og indspille.
Hvad pladeindspilninger angår, så holdt han fast i den linje, han havde forfulgt i nogen år forinden slagtilfældet. Nemlig konceptalbums der var en slags lydcollager og/eller fortællinger i lyd. I 1977 fik Kirk endnu et slagtilfælde, som satte et endeligt punktum for denne særling, der heller ikke holdt sig tilbage med at udtrykke sin frustration over de diskriminerende forhold for afroamerikanere i USA.
Bortset fra Rahsaan Roland Kirks fløjtespil, så blev han aldrig en egentlig stilskaber i jazzen. Men hen blev dog en forløber for 80'ernes no wave jazz og øvede betydelig indflydelse på saxofonister såsom George Adams og David Murray i kraft af sin enorme energi, udstråling og eklektiske tilgang til tingene.

## Diskografi

### Albums
- 1961: Kirk's Work
- 1961: We Free Kings
- 1963: Kirk In Copenhagen
- 1964: I Talk With The Spirits
- 1965: Rip, Rig And Panic
- 1968: The Inflated Tear
- 1968: The Jaki Byard Experince - duoplade med Jaki Byard
- 1969: Volunteered Slavery
- 1970: Rahsaan Rahsaan
- 1971: Blacknuss
- 1973: Prepare Thyself To Deal With A Miracle
- 1975: The Case Of The 3 Sided Dream In Audio Color
- 1976: The Return Of The 5000lb. Man